# Parmoptila
Parmoptila Cassin, 1859 è un genere di uccelli passeriformi della famiglia degli Estrildidi.

## Tassonomia
Al genere vengono ascritte tre specie, conosciute col nome comune collettivo di beccaformiche:
- Parmoptila jamesoni (Shelley, 1890) - Beccaformiche di Jameson
- Parmoptila rubrifrons (Sharpe & Ussher, 1872) - Beccaformiche fronte rossa
- Parmoptila woodhousei Cassin, 1859 - Beccaformiche

Nell'ambito della famiglia degli estrildidi, i beccaformiche appaiono piuttosto distanti dagli altri generi (tant'è vero che per molto tempo non sono stati ascritti a questa famiglia) e vicine alle nigrite, con le quali vanno a formare un clade.

## Distribuzione
Le varie specie di beccaformiche sono diffuse principalmente in Africa centrale, dalla Guinea all'Angola e ad est fino alla regione dei Grandi Laghi.
L'habitat d'elezione di questi uccelli è rappresentato dalle aree di boscaglia alberata con folto sottobosco e presenza di radure.

## Descrizione

### Dimensioni
Misurano 11–13 cm di lunghezza.

### Aspetto
I beccaformiche hanno un aspetto piuttosto differente rispetto a quello tipico degli estrildidi: questi uccelli, infatti, presentano becco sottile e appuntito, con tendenza ad incurvarsi verso il basso in punta.

La livrea è perlopiù bruna, con tendenza a scurirsi su ali e coda, mentre su faccia, petto e ventre nei maschi è presente un disegno rossiccio che varia di specie in specie.

## Biologia
Si tratta di uccelli diurni, che vivono perlopiù da soli o in coppie e passano la maggior parte del tempo fra i rami degli alberi, alla ricerca di cibo.

### Alimentazione
L'alimentazione di questi uccelli differisce significativamente da quella degli altri estrildidi, in quanto si compone principalmente d'insetti (soprattutto formiche, da cui il nome comune di questi uccelli), bacche e frutta, e solo in minima parte anche di semi e granaglie.

### Riproduzione
La riproduzione di questi uccelli segue i pattern tipici degli estrildidi, con ambedue i sessi che collaborano nella costruzione del nido (che appare insolitamente voluminoso, oltre 20 cm di diametro), nella cova e nelle cure parentali verso i nidiacei: fra i beccaformiche, tuttavia, è soprattutto la femmina ad occuparsi della costruzione del nido e della cova.